# Estação Ménilmontant
Ménilmontant é uma estação da linha 2 do Metrô de Paris, localizada no limite do 11.º e do 20.º arrondissements de Paris.

## Localização
A estação está situada na junção do boulevard de Belleville e do boulevard de Ménilmontant, na interseção com a rue de Ménilmontant.

## História
Em 10 de agosto de 1903, a estação Ménilmontant foi um dos locais do mais grave acidente do metrô parisiense. O incêndio de um trem de madeira, ainda vazio de passageiros, provocou a morte de sete pessoas na estação mas a propagação das fumaças tóxicas e o calor para a estação Couronnes fez 77 outras vítimas.
Em 2013, 4 316 980 passageiros entraram na estação (contra 4 294 888 passageiros em 2011), o que a coloca na 112ª posição das estações de metrô por sua frequência.

## Serviços aos passageiros

### Acesso

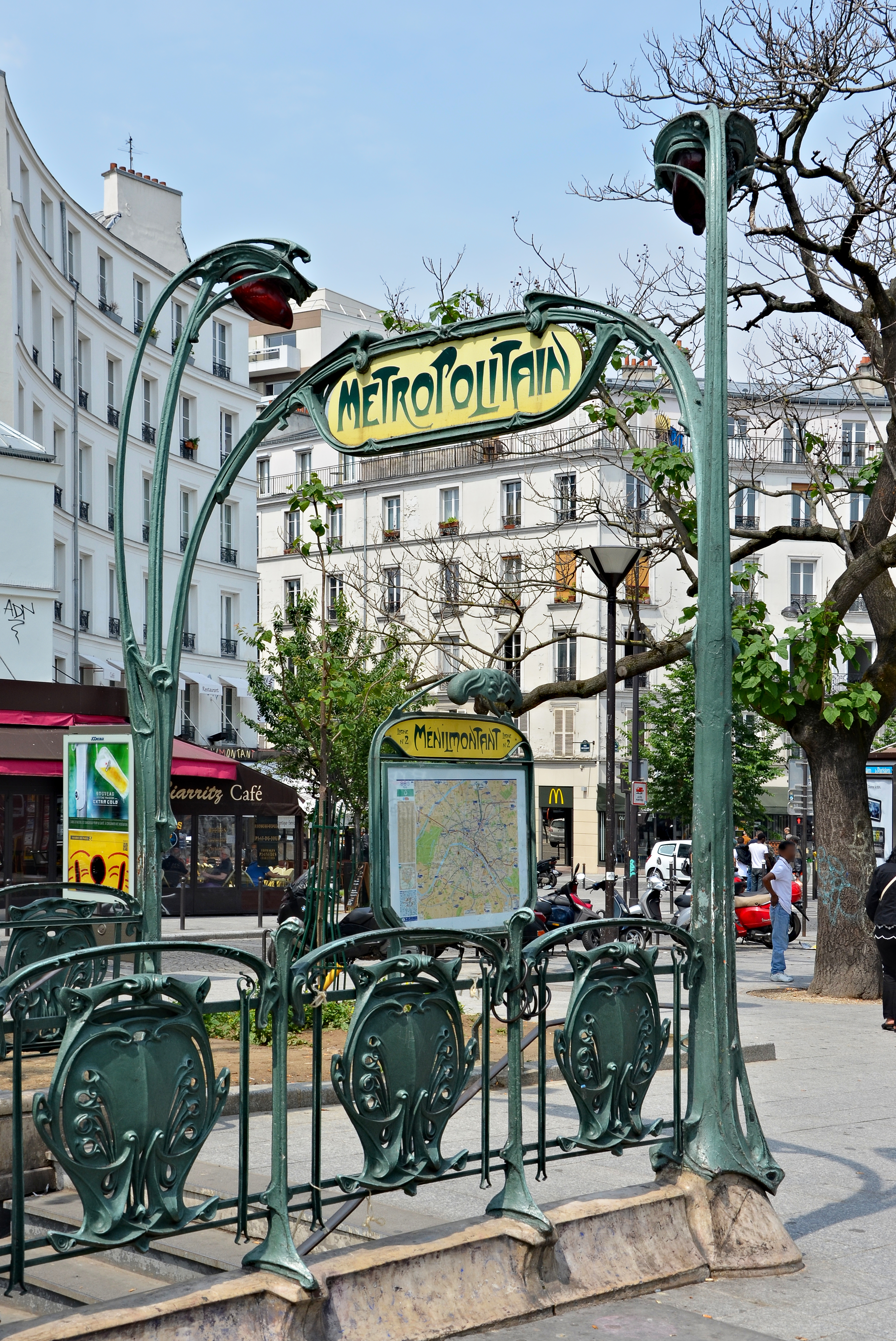
A edícula Guimard da estação.

A estação possui um único acesso que leva ao 137 do boulevard de Ménilmontant. Ele está equipado com uma edícula Guimard.

### Plataforma
Ménilmontant é uma estação de configuração padrão: ela possui duas plataformas laterais separadas pelas vias do metrô e a abóbada é elíptica. A decoração é do estilo utilizado pela maioria das estações de metrô com telhas de cerâmica brancas biseladas recobrindo os pés-direitos, a abóbada, os tímpanos e as saídas dos corredores, enquanto que a iluminação é fornecida por uma faixa-tubo. Os quadros publicitários são metálicos e o nome da estação é inscrito na fonte Parisine em placas esmaltadas. Os assentos são do estilo "Motte" de cor azul.

### Intermodalidade
A estação é servida pelas linhas 20, 71 e 96 da rede de ônibus RATP e, à noite, pelas linhas N12 e N23 da rede de ônibus Noctilien.